# Silverdalen
Silverdalen is een plaats in de gemeente Hultsfred in het landschap Småland en de provincie Kalmar län in Zweden. De plaats heeft 791 inwoners (2005) en een oppervlakte van 140 hectare.

## Verkeer en vervoer
Bij de plaats loopt de Länsväg 129.
De plaats heeft een station aan de spoorlijn Hultsfred - Nässjö.